# Ledina, Maribor
Ledina je naziv za ravninsko področje, ki se nahaja na južnem robu Maribora in upravno spada na področje Mestne četrti Tezno. 
Na Ledini se nahaja del Poslovno-proizvodnje cone Tezno, kot tudi nekaj stanovanjskih objektov. Na zahodni strani skozi njo poteka železniška proga Maribor-Zidani most, pod katero je speljan podvoz ki jo povezuje s poslovni objekti ob Tržaški cesti.
V preteklosti je Mestna občina Maribor širila komunalno in prometno infrastrukturo z namenom povečanja gospodarskih aktivnosti. To je načrtovano tudi v prihodnosti z izgradnjo mariborske južne obvoznice, ki bi se naj navezovala na cesto Ledina.